# بخش سن-پیئر، مرتینیک
بخش سن-پیئر (به فرانسوی: Arrondissement de Saint-Pierre) یک بخش در فرانسه است که در مارتینیک واقع شده‌است.